# Prostituzione in Italia

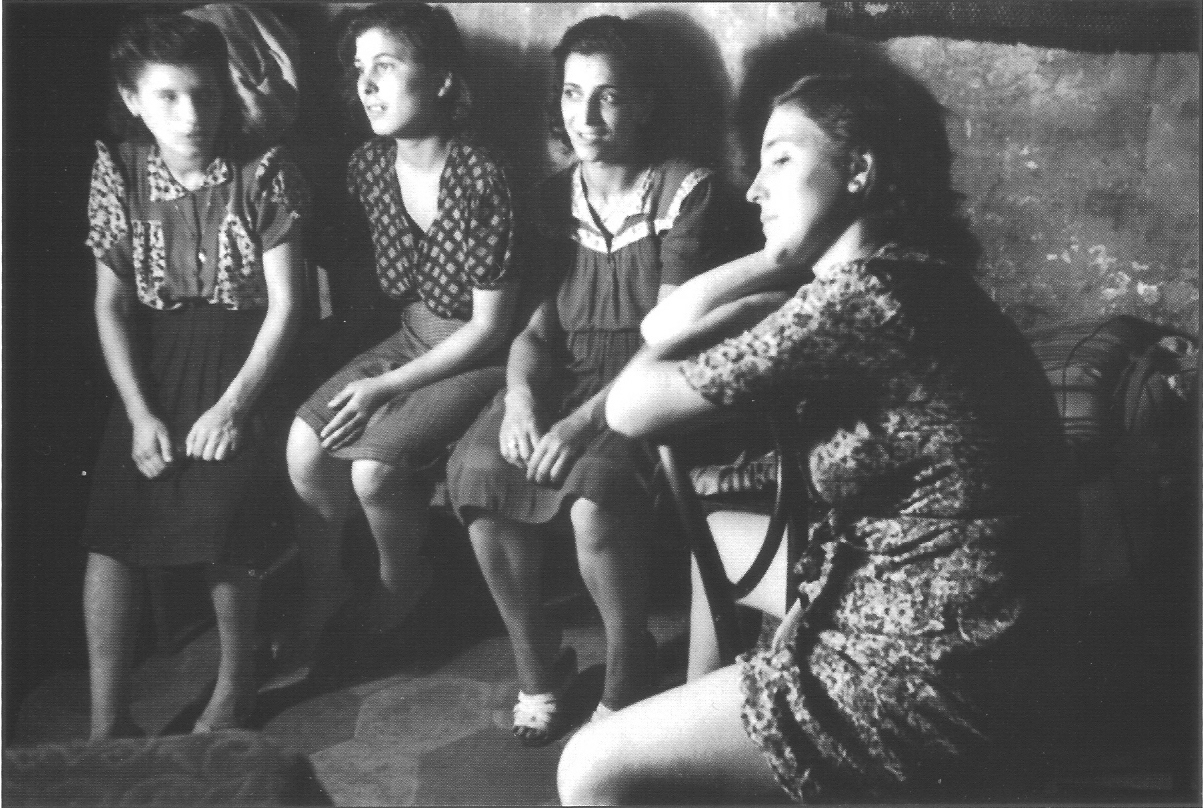
Prostitute in attesa di clienti in un bordello nel 1945

In Italia la prostituzione è definita come scambio di servizi sessuali per denaro e "particolare forma di attività economica" secondo la giurisprudenza della Corte costituzionale, ed è lecita tra adulti ritenuti consenzienti, mentre è illegale ogni altra attività collaterale come il favoreggiamento, lo sfruttamento, l'organizzazione in luoghi chiusi come bordelli ed il controllo in generale da parti terze. I bordelli vennero banditi nel 1958 dalla legge Merlin, dal nome della prima firmataria e propositrice, Lina Merlin, partigiana socialista. Un eufemismo un tempo usato frequentemente per descrivere le prostitute era in lingua italiana lucciole per chi esercitava in strada e squillo per quelle di appartamento. Secondo tale legge e alcune pronunce giurisprudenziali tra cui la sentenza 115/2011 della Corte costituzionale, la prostituzione è "attività lecita" non soggetta a sanzioni per cliente e prostituta se non si tratta di prostituzione minorile o prostituzione forzata o ricadente sotto la fattispecie di atti osceni in pubblico.
La giurisprudenza costituzionale e cassazionale corrente non considera il meretricio come un lavoro, ma, dagli anni 2000 è stata definita dalle sentenze come attività economica "lecita", talvolta anche definita "attività normale", nell'ambito "sinallagmatico" perlopiù verbale con accordo delle parti, ossia un contratto di scambio con valore vincolante verso il cliente della prostituta (promessa unilaterale) a versare il corrispettivo dell'accordo una volta effettuato lo scambio, tra la persona che vende il servizio sessuale e chi ne usufruisce. 
Anche se a norma di legge costituirebbe un contratto nullo in quanto contrario al buon costume, tuttavia la giurisprudenza tende a considerarlo vincolante per il fruitore. La legge attuale è stata altresì considerata come un compromesso tra l'articolo 2 (diritti inviolabili tra cui quello di disporre del proprio corpo) e l'articolo 41 (libertà di iniziativa economica entro i limiti di legge) della Costituzione. Se la persona prostituta può rifiutare il proprio consenso anche dopo avvenuto pagamento, chi compra la prestazione può subire l'accusa di violenza sessuale ad esempio se non corrisponde in seguito il prezzo pattuito (secondo una pronuncia di Cassazione).
Secondo la Corte costituzionale (141/2019), pronunciandosi contro la legittimità di alcune fattispecie e riaffermando la validità della legge, ribadendo il sistema abolizionista classico deregolamentante italiano ha rilevato allo stato attuale profili di incostituzionalità nei modelli proibizionista e neoprobizionista-neoabolizionista o "modello nordico", rappresentando invece la legge Merlin un compromesso giusto, in quanto secondo i supremi giudici costituzionali al risultato di eliminare il fenomeno "non si dovrebbe giungere (...) punendo la persona dedita alla prostituzione" considerata una delle "vittime del sistema sociale; e neppure punendo il cliente, perché così si scaricherebbe sul semplice fruitore della prestazione una responsabilità della quale dovrebbe farsi carico lo Stato" Si tratta comunque spesso di una zona grigia tra legalità e semi-illegalità costituita da non punibilità, tramite scriminante data ad esempio da consenso dell'avente diritto. L'Italia recepisce i trattati internazionali, secondo la normativa costituzionale, e la Corte europea per i diritti dell'uomo (CEDU) ha espresso pareri su profili di illegittimità sul detto "modello nordico". Una sentenza cassazionale del 2017, basata su una pronuncia costituzionale del 2011, stabilì invece che "se la prostituzione non costituisce un'attività illecita, è preclusa la possibilità di porre delle regole che creino ostacolo o intralcio alla sfera generale di libertà dei singoli".
Un'analoga pronuncia giurisprudenziale è stata talvolta applicata dalla Corte Suprema di Cassazione ai soggetti in causa anche riguardo all'obbligo di versare o meno le tasse da parte della prostituta in proprio (cosiddetta escort), in certi casi pronunciandosi positivamente o no: nel caso di versamento volontario ed emissione di ricevuta fiscale in forma anonima la professione sessuale in proprio rientrerebbe nell'attività "altre attività di servizi alla persona", in quanto dal 2007 la professione accompagnatrice risulta nell'elenco delle 3000 attività soggette a imposizione.

## Storia

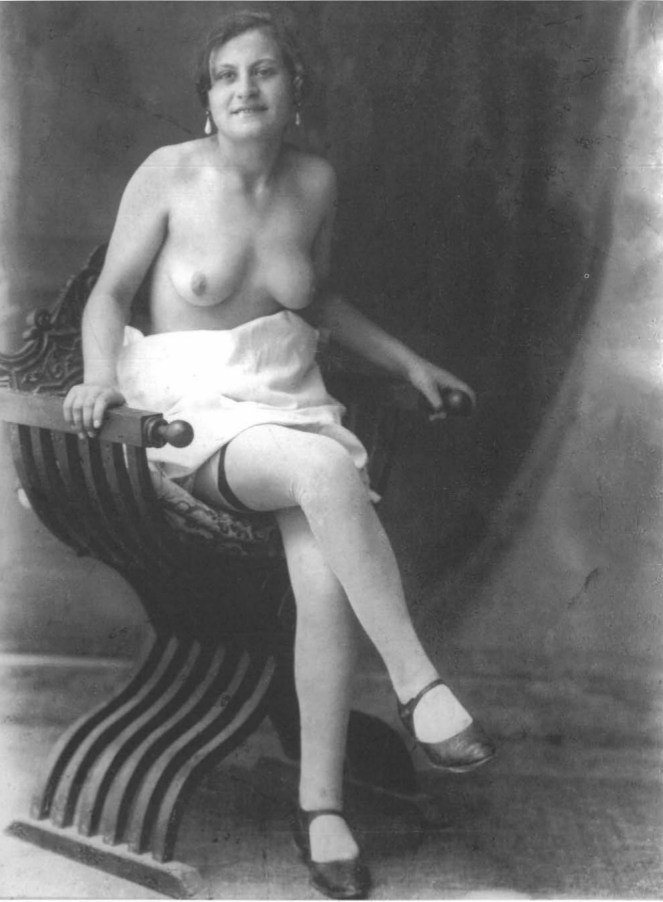
Prostituta in un bordello di Treviso

Nella città di Venezia nel 1358 i bordelli vennero dichiarati indispensabili e le cortigiane raggiunsero un status sociale elevato, fino al XVII secolo.

### Regolamentazione
La regolamentazione della prostituzione fu stabilita per la prima volta nel 1861, dopo la unificazione italiana, basandosi sulla Napoleonica réglementation e il Bureau des Moeurs (ufficio governativo per la regolamentazione e registro prostitute). Nel 1859 il decreto di Camillo Benso di Cavour aiutò le truppe francesi in servizio in Italia per il Regno di Sardegna contro l'impero austriaco, autorizzando l'apertura di case di tolleranza in Lombardia. Il 15 febbraio 1860, il decreto divenne "legge Cavour". Questa prima legge fu aspramente criticata perché prevedeva un rigido sistema di controllo delle prostitute, che però non si estendeva anche ai clienti.
La legge Crispi del 29 marzo 1888, fu un tentativo di migliorare la legislazione. Con questa legge si proibirono la vendita di cibi e bevande, l'assembramento, i balli, i canti nei bordelli, e gli stessi proibiti nelle vicinanze di negozi, scuole e asili. Si stabilì inoltre che le imposte sugli infissi dovessero rimanere chiuse, creando così l'espressione ancora attuale di "case chiuse". Le prostitute, infine, non erano più obbligate a registrarsi ufficialmente ma erano i luoghi a dover essere registrati.
Altro emendamento fu la Legge Nicotera del 1891. Tale legge rese completamente legale la prostituzione in appartamento privato. Vennero creati anche dei sifilicomi (ospedali per prostitute), nella credenza che le stesse portassero malattie veneree.

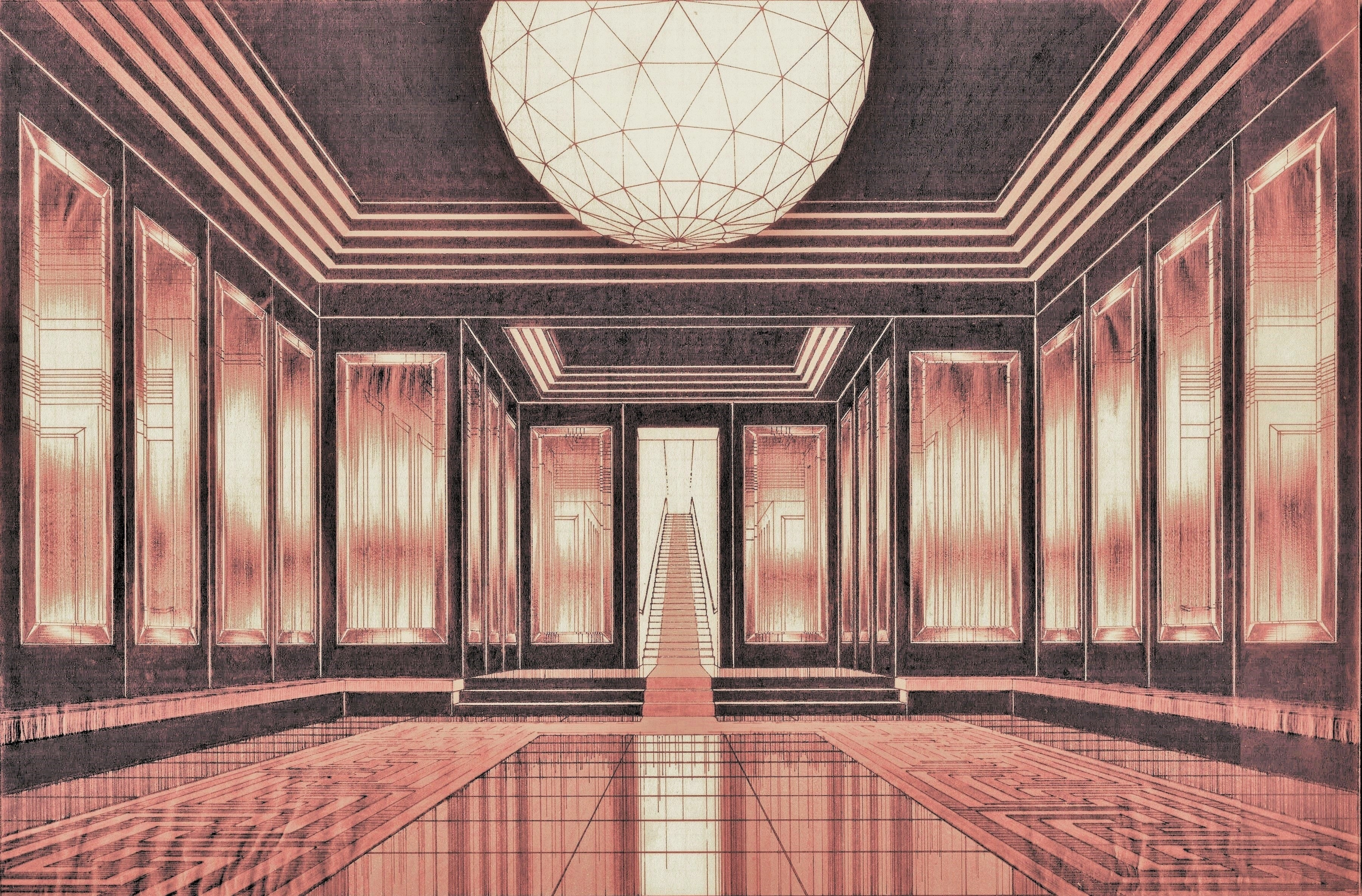
Sala d'aspetto per la casa di M.me B. Progetto di interno di Arnaldo Dell'Ira, Roma, 1939.

Questa considerazione di essere portatrici di malattie specifiche da lavoro venne osteggiata dalle stesse prostitute. Durante il fascismo (1922–1943), vennero introdotte misure ancora più restrittive negli anni 1923, 1933 e 1940.
Il sistema venne però ritenuto fallace e come in altre nazioni europee si pensò ad una vera e propria deregolamentazione, che creò confusione tra chi voleva un vero abolizionismo e chi voleva una vera abolizione delle restrizioni al meretricio.

### Legge Merlin del 1958
La legge Merlin  (L75/1958) divenne operativa il 20 settembre 1958. 
Questa legge, ancora in vigore, abrogò tutte le leggi precedenti in materia, vietò i bordelli, e creò il reato di sfruttamento della prostituzione e favoreggiamento della prostituzione. Nello specifico l'articolo 3.8: chiunque in qualsiasi modo favorisca o sfrutti la prostituzione altrui. L'articolo 3.3 specifica luoghi in cui è proibita la prostituzione come case, hotel, sale da ballo, e circoli di intrattenimento. L'articolo 5 proibisce il libertinaggio (inteso come offesa al pudore). L'articolo 7 proibisce la registrazione e il controllo sanitario.
Essa recepì un'interpretazione dell'articolo 41 della Costituzione della Repubblica Italiana:
Non può svolgersi in contrasto con l'utilità sociale o in modo da recare danno alla sicurezza, alla libertà, alla dignità umana.
La legge determina i programmi e i controlli opportuni perché l'attività economica pubblica e privata possa essere indirizzata e coordinata a fini sociali.»
La legge recepì anche la Convenzione per la repressione della tratta degli esseri umani e dello sfruttamento della prostituzione, adottata dall'Assemblea generale delle Nazioni Unite con risoluzione 317 (IV) del 2 dicembre 1949, entrata in vigore il 25 luglio 1951 e resa esecutiva in Italia con legge 23 settembre 1966 n. 1173, e l'aggiuntiva Convenzione sulla soppressione del traffico di persone e lo sfruttamento della prostituzione altrui (1949/1951), che hanno avuto delle deroghe nel dicembre 2012, quando il programma congiunto delle Nazioni Unite sull'HIV/AIDS ha pubblicato un documento sulla Prevenzione e trattamento dell'HIV e di altre infezioni a trasmissione sessuale per i lavoratori sessuali nei paesi a basso e medio reddito, in cui si raccomanda anche la depenalizzazione e la tutela dei sex workers e del loro lavoro, se non sfruttato.

#### Teoria
La legge Merlin segue il modello abolizionista. Ciò che rimane legale è la prostituzione stradale e in appartamento privato in modo autonomo. La legge parla esplicitamente di sole donne e non di uomini.

#### Risultato
La legge ha spinto le donne che esercitavano il meretricio in strada e in appartamenti privati.
La legge è sostenuta dai movimenti di sinistra marxista e cattolici. La Democrazia Cristiana pensò di riproporre la legge ammodernandola nel 1973, e poi nel 1998 i Democratici di Sinistra. L'intenzione fu quella di riaprire le case di tolleranza. Contemporaneamente la Federcasalinghe spinse per avere controlli sanitari, ma le femministe si opposero.
Le revisioni della legge proposte furono 22 nella legislazione 1996-2001.

#### Sviluppi della prostituzione da strada da immigrazione

##### Immigrazione
La prostituzione in Italia diviene maggiormente visibile negli anni '90 con l'aumento dell'immigrazione dai paesi dell'Est e dall'Africa, iniziata negli anni '70. La dissoluzione dell'Unione Sovietica e della Jugoslavia, e le nuove politiche sull'immigrazione della legge Martelli del 1990, contribuirono ad un aumento dell'offerta negli anni 1989-1990, in particolare dalle ragazze polacche. La seconda ondata di prostitute fu dalla Nigeria e Perù, con una vera e propria immigrazione clandestina, una volta spirato il visto turistico e la terza ondata dall'Albania nel 1993-1994. La quarta ondata arrivò nel 1995 dalla Nigeria e Albania, mentre nel 1996-1998, arrivò l'ondata dalla Moldavia, Lituania, e Albania. L'immigrazione divenne più restrittiva con la Legge Turco-Napolitano (40/98).
Tra le migranti vi erano ovviamente moltissimi casi di prostituzione forzata a seguito di traffico di persone, incluse minorenni. Una delle risposte al fenomeno fu il taglio dei permessi di soggiorno e il rimpatrio dei clandestini.

##### Prostituzione da strada
Con l'immigrazione divenne evidente ancor di più la prostituzione da strada.
Le Municipalità hanno tentato di arginare il fenomeno multando clienti dal 1994, inviando a casa verbali di Polizia e sequestrando autoveicoli ma il tribunale di Perugia nel 2000 pose un limite a tale prassi. Un cliente si suicidò nello stesso anno.
Un'altra iniziativa fu quella di creare quartieri a luci rosse, come a Mestre nel 1995.
Un approccio tollerante del tipo "riduzione del danno".
Alcune municipalità hanno creato confusione installando cartelli di attenzione nei quartieri.

#### Protezioni dei migranti
Originariamente proposta da agenzie internazionali, e approvata dalla Unione europea nel 1996, la causa a favore della protezione dei migranti prostitute fu presa in considerazione da Maria Paola Colombo Svevo (Partito Popolare Italiano (1994)), presidente di Irene, una ONLUS, e da altre organizzazioni cattoliche come la Caritas internationalis.
Mentre era possibile sempre richiedere un permesso di soggiorno per motivi umanitari, ciò non lo era in modo automatico per le prostitute. Nel 1996, Livia Turco, ministro delle Politiche Sociali, introdusse il primo permesso per giusta causa per traffico di persone, parte del decreto sulla immigrazione del Governo Dini. L'iniziativa politica per indirizzare la situazione delle donne migranti fu messa in atto da Anna Finocchiaro (Partito Democratico), ministro per le Pari Opportunità. Giorgio Napolitano, ministro degli Interni, annunciò nuove misure nel 1997 per un discorso di sicurezza urbana. Il risultato fu la legge Turco-Napolitano del 1998 (40/98).
Le misure adottate includevano aumenti delle pene per i trafficanti di esseri umani. I permessi di soggiorni per motivi umanitari venivano gestiti e rilasciati dalle Questure. Il permesso obbligava le prostitute a frequentare corsi organizzati da ONLUS; tali organizzazioni prendevano fondi pubblici per l'assistenza delle vittime. L'obbligo di denuncia degli sfruttatori fu rimosso dalla legge Dini. Nella modifica della legge la Turco fu influenzata dalla Commissione per le Pari Opportunità del presidente Elena Marinucci (Partito Socialista Italiano (2007)), che sposò i reclami del Comitato e che tentò di legiferare in merito già nel 1987.
Tra le critiche verso il Comitato vi fu il fatto che talune migranti potessero chiedere protezione senza rinunciare alla attività stessa. Inoltre vi fu il dibattito tra chi sosteneva la scelta libera ed individuale e i fenomeni di coercizione.

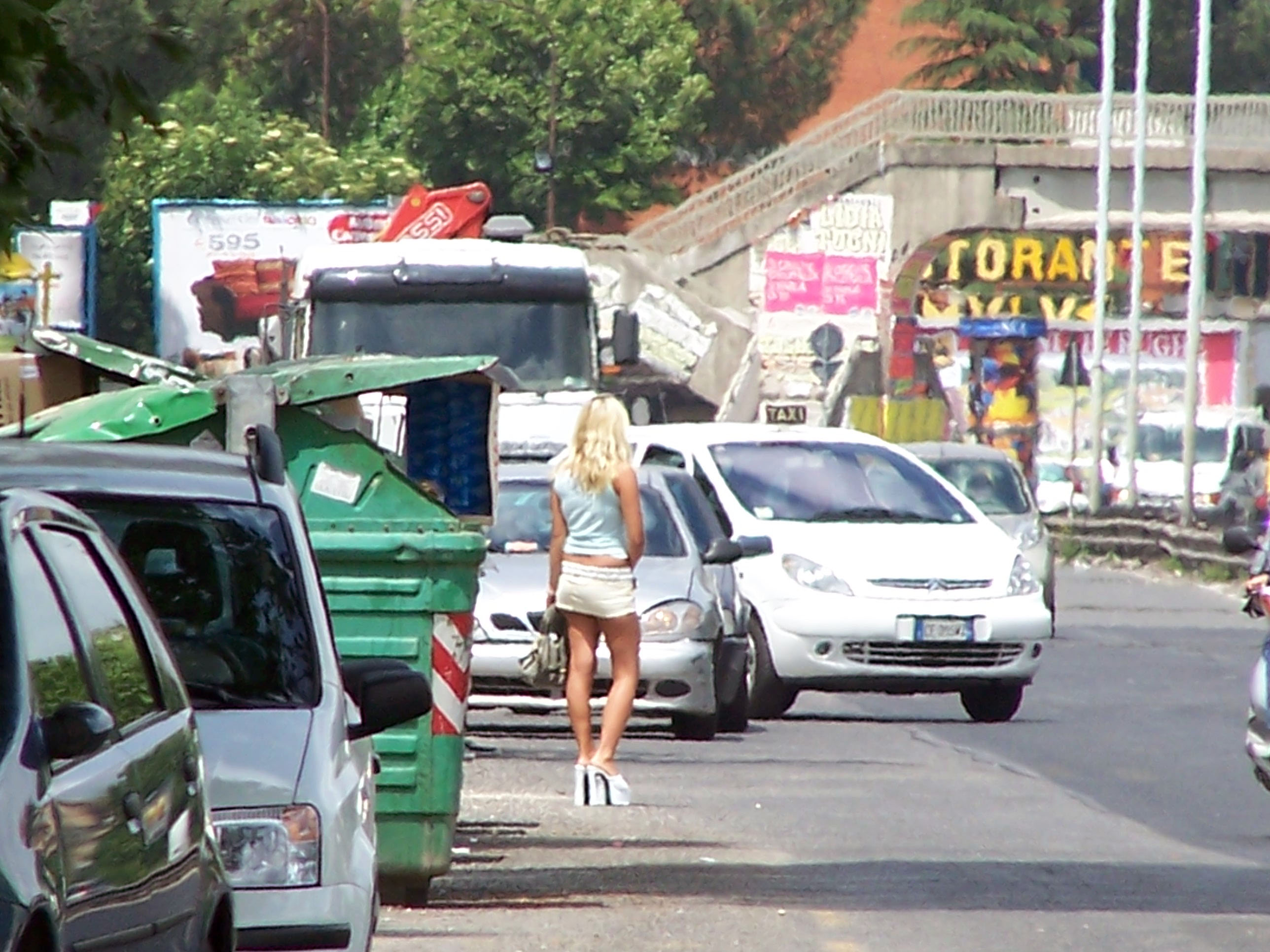
Prostituta nel quartiere Salario, a Roma

### Iniziative legislative e referendum abrogativi
Molti hanno presentato nel corso degli anni proposte di legge per l'abolizione o l'attenuazione della legge Merlin, ad esempio i Radicali Italiani, la Lega Nord, La Destra e il Comitato per i Diritti Civili delle Prostitute guidato da Pia Covre e Carla Corso.

#### Progetto di leggeCarfagna
Fino al 2008, non vi furono leggi contro la prostituzione da strada, altre leggi contro la morale pubblica venivano applicate. Queste venivano utilizzate per criminalizzare il meretricio fuori dalle mura di una abitazione.
Il ministro per le pari opportunità Mara Carfagna (Forza Italia-Popolo della Libertà) propose nel 2008 un disegno di legge proibizionista contro la prostituzione stradale, che però non arrivò mai all'iter parlamentare.

##### Legge 1079
Nel 2008, il nuovo disegno di legge fu elaborato e licenziato dal Consiglio dei ministri l'11 settembre.

#### Scopo
Articolo 1, modifiche alla legge 20 febbraio 1958, n. 75
All'art. 1 della legge 20 febbraio 1958, n. 75, sono aggiunti, in fine, i seguenti commi: "Chiunque esercita la prostituzione ovvero invita ad avvalersene in luogo pubblico o aperto al pubblico è punito con l'arresto da cinque a quindici giorni e con l'ammenda da duecento a tremila euro. Alla medesima pena prevista al secondo comma soggiace chiunque in luogo pubblico o aperto al pubblico si avvale delle prestazioni sessuali di soggetti che esercitano la prostituzione o le contratta".

#### Storia del procedimento legislativo
Il disegno di legge (S.1079) fu introdotto in Senato il 19 marzo 2009.
Rimane in agenda della coalizione del gruppo politico di Berlusconi.

#### Opposizione
La legge venne criticata dalla Chiesa cattolica e dalle stesse prostitute
harm reduction advocates femministe, e gruppi per i diritti umanitari,
e avvocati

#### Altre proposte
Il 27 luglio 2013 sulla Gazzetta ufficiale della Corte suprema di cassazione è stato pubblicato il quesito referendario intitolato «Volete voi che sia abrogata interamente la legge 20 febbraio 1958, n. 75, intitolata Abolizione della regolamentazione della prostituzione e lotta contro lo sfruttamento della prostituzione altrui?». Il quesito è stato depositato da Angelo Alessandri e Matteo Iotti (Progetto Reggio) e Luca Vezzani (PdL); l'iniziativa è stata promossa dai sindaci di diverse città italiane e la raccolta firme è partita in alcuni comuni già durante il mese di agosto 2013. Tuttavia la proposta si arenò poiché al 16 ottobre venne a mancare il numero necessario di firme per la proposizione del referendum.
Nel marzo 2014 venne presentato un disegno di legge da parte della senatrice Maria Spilabotte del Partito Democratico al fine di regolamentare il lavoro delle prostitute volontarie, iniziativa che però non si è mai concretizzata in una norma di legge pur godendo dell'appoggio trasversale di molti gruppi, fra cui Lega Nord, Movimento 5 Stelle, Nuovo Centrodestra, PSI e Forza Italia. Nello stesso mese la Lega Nord ha avviato una nuova raccolta firme per un referendum abrogativo, anche questo non andato in porto.
Di contraltare sono stati presentati anche disegni di legge per inasprire le sanzioni, come quello della deputata Caterina Bini (PD) nel 2016, proponendo l'introduzione del modello neo-proibizionista nordico (chiamato abolizionismo dalle femministe radicali) ai danni dei clienti, e quello di analogo contenuto di Alessandra Maiorino (M5S) nel 2022. Probabilmente in riferimento a profili di incostituzionalità di tali leggi rilevati dalla corte costituzionale nel 2019, la quale ha ribadito la fondatezza della legge Merlin, la stessa firmataria ha dichiarato che "la prostituzione come atto volontario è residuale e non è il target del ddl [...] non è una legge moralista che vuole impedire a due adulti consenzienti scambi economico-materiali che includano il sesso" (riferimento a fenomeni come le cosiddette escort o il sugar dating) ma "vogliamo raggiungere le persone più vulnerabili", configurando tale proposta più come una riedizione del ddl Carfagna che avrebbe vietato in toto la prostituzione di strada, seppur rivolto contro i soli clienti, che come un modello nordico a tutti gli effetti come vigente in Svezia o Francia; tali iniziative hanno in seguito riguardato richieste proibizioniste verso la prostituzione on-line contro siti di camgirl, o siti di incontri o contenuti per adulti quali OnlyFans o EscortAdvisor.
Alcuni comuni italiani, sul modello di dette legislazioni proibizioniste, hanno introdotto ordinanze che prevedevano pesanti multe per i clienti delle prostitute di strada, con possibile arresto in flagranza di reato (fino alla depenalizzazione di tali fattispecie) da parte della polizia municipale, per i reati di intralcio al traffico e atti osceni in luogo pubblico, con multe possibili da 450 a 10.000 euro.; spesso tali misure sono state ritenute incostituzionali e regolarmente le risultanti sanzioni sono state invalidate da pronunce giudiziarie.
Nel 2017, basandosi sul decreto legislativo n. 46/2017 (cosiddetto decreto Minniti-Orlando sull'immigrazione clandestina), il sindaco di Firenze Dario Nardella (PD) ha emesso un'ordinanza sul divieto di chiedere o accettare prestazioni sessuali a pagamento per strada, con pene dall'arresto fino a tre mesi e multe fino a €200 anche se il rapporto non si è consumato. Le equivalenti proposte di alcuni sindaci di istituire quartieri a luci rosse nei loro comuni (ad esempio a Roma da parte di Ignazio Marino) sono peraltro sempre state abbandonate su richiesta dei prefetti, perché in contrasto con la legislazione nazionale definita nella legge Merlin, che configurerebbe per i Comuni stessi (non titolari della facoltà di legiferare su temi etici e di sicurezza avocati al solo Stato) il reato di favoreggiamento della prostituzione.

### Ordinanze del 2008
Il regolamento del 24 luglio 2008 (L.125/08) ha dato maggior potere ai sindaci per contrastare il fenomeno della prostituzione. Il sindaco può emanare un provvedimento di punibilità attraverso sanzioni amministrative come multe, verso i clienti e verso le stesse prostitute stradali, oltre che emanare fogli di via.
Il 7 aprile 2011, la Corte costituzionale con sentenza n. 115/2011 decide che il regolamento comunale antiprostituzione deve avere carattere di urgenza e limitato nel tempo. 

## Legalità
La prostituzione è lecita, mentre è illegale l'organizzazione sotto ogni sua forma di favoreggiamento e sfruttamento. La pratica della prostituzione in firma singola e in appartamento è tollerata, pur non essendo considerata un vero lavoro. L'adescamento è lecito, ma in pubblico può essere sanzionato come offesa al pudore e invito al libertinaggio.
In club come quelli di lap dance non possono avvenire interazioni sessuali con le ballerine. Alcune interazioni fisiche sono state tollerate a livello giurisprudenziale.

### Casi giudiziari
Rischia una condanna per violenza sessuale il cliente della prostituta che dopo il rapporto non le dà il compenso pattuito. Lo ha stabilito la Sezione Terza della Corte suprema di cassazione, con la sentenza 17 dicembre 2009 - 3 marzo 2010, n. 8286.
L'Italia ha come principale fonte del diritto la Legge Merlin che recepisce in pieno la filosofia di fondo della Convenzione ONU del 1950 e l'approccio "abolizionista", proibendo ogni forma di regolamentazione, oltre a reprimere lo sfruttamento e il favoreggiamento, anche non a scopo di lucro.
Alcune prostitute - che tuttavia non possono associarsi in cooperative o in case di tolleranza - sono state obbligate o hanno ottenuto loro stesse di poter rilasciare fattura e pagare le tasse e i contributi pensionistici, nonostante l'attività di queste professioniste non sia riconosciuta in via ufficiale.
La Corte di cassazione ha sentenziato che la prostituta "libera professionista" ha diritto a ricevere un giusto compenso, e dovrebbe avere sempre diritto a emettere fattura con partita IVA, e che, inoltre, affittare o cedere un appartamento per uso di prostituzione, entro certi limiti, non dovrebbe considerarsi favoreggiamento della prostituzione.
La stessa Corte di Cassazione, con la sentenza 1º ottobre 2010, n. 20528, ha stabilito che la prostituzione tra adulti deve essere soggetta a tassazione, poiché è un'attività "lecita". Di conseguenza, in Italia, a partire dalla suddetta data, il meretricio avrebbe dovuto essere un'attività tassabile a tutti gli effetti. La stessa Suprema Corte ha riconfermato, con la pronuncia 13 maggio 2011, n. 10578, che il meretricio è effettivamente da considerare come "un'attività normale" e con la medesima ha affermato che «l'articolo 36 comma 34 bis della Legge 248/2006, facente capo alla Legge 537/1993 articolo 14 comma 4 ed all'articolo 6 comma 1 del D.P.R. 917/1986 T.U.I.R., ha implicitamente modificato la Legge 75/1958 agli articoli 7 e 3 comma primo numero 8, derogando i rispettivi dettami ai fini fiscali».
Le ordinanze antiprostituzione di alcuni sindaci sono state dichiarate sempre incostituzionali dalla magistratura riferendosi alla pronuncia della corte costituzionale n. 115/2011 in quanto nemmeno la stessa legge Merlin prevede sanzioni di questo tipo e secondo l'art. 23 «Nessuna prestazione personale o patrimoniale può essere imposta se non in base alla legge» e secondo una sentenza del 2017 «nessuna legge vieta l'attività di meretricio [...] di contro nessuna legge autorizza l'autorità amministrativa a poter disporre della sessualità dei singoli».. Facendo riferimento alla sentenza costituzionale 2011, la Cassazione ha dichiarato illecita la sanzione del cliente in questione (inoltre, se l'attività in sé è legale, punire la prostituta e non il cliente, o il cliente ma non la prostituta, sarebbe una violazione dell'uguaglianza di fronte alla legge sancita dall'articolo 3). 
Nell'agosto 2006, fu stabilito che l'appellativo ingiurioso associato alla prostituzione costituisce reato diffamatorio nei confronti della donna. Nel 2013 venne sentenziato dalla Cassazione che anche apostrofare volgarmente una escort con l'intento di insulto costituisce diffamazione.
Sono state presentate numerose proposte di legge di abrogazione o modifica della legge Merlin. Talvolta sono state istituite, o ne è stata proposta l'istituzione, delle "zone di tolleranza" (ufficiali o no) nelle quali l'adescamento e l'attività di prostituzione sono consentite e controllate entro certi limiti, anche se non regolamentate, su iniziativa di sindaci e autorità di polizia locale. Diverse ordinanze per colpire i clienti sono altresì state annullate da pronunce giudiziarie.

### Questioni costituzionali
La legge Merlin abolì la regolamentazione della prostituzione, chiudendo le case di tolleranza e introducendo i reati di sfruttamento e favoreggiamento della prostituzione ma la prostituzione in sé, volontaria e compiuta da donne e uomini maggiorenni e non sfruttati, restò però legale, in quanto considerata parte delle scelte individuali garantite dalla Costituzione, come parte della libertà personale inviolabile (articolo 2 e articolo 13).
Fin dal dibattito e da poco dopo l'approvazione, furono sollevate diverse questioni di costituzionalità della legge, sempre respinte dalle Corte costituzionale della Repubblica italiana, unico organo giudiziario col potere di abrogare parti di legge. 
Nel 2011 (sentenza 115/2011) la Corte stabilì che la sanzione di cliente e/o prostituta è incostituzionale poiché la prostituzione è "attività lecita".

L'ultima volta è avvenuto nel 2018, in seguito a sentenza della corte d'appello di Bari del 2017 (che in primo grado aveva respinto la questione di costituzionalità sollevata dagli avvocati difensori) sul c.d. processo "escort" Tarantini-Berlusconi, dopo che la corte barese aveva rilevato una possibile incostituzionalità dei reati di reclutamento e favoreggiamento della prostituzione, in caso di prostitute consenzienti e non sfruttate, in relazione agli articoli 2 e 41 della Costituzione italiana (diritti inviolabili, tra cui quello di disporre del proprio corpo, e libertà di iniziativa economica entro i limiti stabiliti). La Corte costituzionale, con sentenza del 5 marzo 2019, pubblicata integralmente il 7 giugno, ha dichiarato non fondate le questioni, ritenendo che 
(Sentenza n. 141 del 2019)
La stess sentenza n. 141 del 2019 ha dichiarato infondata la questione secondo cui la prostituzione debba considerarsi protetta dall'articolo 2, bensì rientri nell'articolo 41 (libertà economica, tranne dove la dignità sia lesa) ritenuto «inconfutabile che, anche nell’attuale momento storico, quando pure non si sia al cospetto di vere e proprie forme di prostituzione forzata, la scelta di “vendere sesso” trova alla sua radice, nella larghissima maggioranza dei casi, fattori che condizionano e limitano la libertà di autodeterminazione dell’individuo, riducendo, talora drasticamente, il ventaglio delle sue opzioni esistenziali. Può trattarsi non soltanto di fattori di ordine economico, ma anche di situazioni di disagio sul piano affettivo o delle relazioni familiari e sociali, capaci di indebolire la naturale riluttanza verso una “scelta di vita” quale quella di offrire prestazioni sessuali contro mercede». Per la Corte italiana - premesso che "ciascun individuo possa fare libero uso della sessualità come mezzo di esplicazione della propria personalità, s’intende, nel limite del rispetto dei diritti e delle libertà altrui" - non può essere certamente condiviso l’assunto secondo cui la prostituzione volontaria rappresenterebbe una «modalità autoaffermativa della persona umana, che percepisce il proprio sé in termini di erogazione della propria corporeità e genitalità (e del piacere ad essa connesso) verso o contro la dazione di diversa utilità».
L’offerta di prestazioni sessuali verso corrispettivo "non rappresenta affatto uno strumento di tutela e di sviluppo della persona umana, ma costituisce – molto più semplicemente – una particolare forma di attività economica. La sessualità dell’individuo non è altro, in questo caso, che un mezzo per conseguire un profitto": una “prestazione di servizio” inserita nel quadro di uno scambio sinallagmatico; come «prestazione di servizi retribuita», rientrante nel novero delle «attività economiche» svolte in qualità di lavoro autonomo, la prostituzione è stata in effetti qualificata tanto dalla Corte di giustizia delle Comunità europee. La Corte costituzionale ha concluso che, "ammesso pure che vi siano persone che considerano personalmente gratificante esercitare la prostituzione, questo non cambia la sostanza delle cose".
La corte altresì ha rifiutato sia il modello regolamentarista precedente alla legge Merlin, che quelli proibizionisti e neoproibizionisti (punibilità di prostituta o cliente) in vigore ad esempio in Stati Uniti o il cosiddetto modello nordico (Svezia e Francia ad esempio), ribadendo la linea del 1958:
(Corte costituzionale, ibidem)
La corte ha paragonato le "attività terze" estranee alla prostituta e al cliente, punibili, alla posizione del fornitore di stupefacenti che viene perseguito mentre non lo è il consumatore.
Resta aperta secondo alcuni giuristi la questione secondo cui introdurre nuovamente la regolamentazione o introdurre il proibizionismo, al posto dell'abolizionismo della Merlin, possa configurare in entrambi i casi un profilo di incostituzionalità, sempre a norma dell'articolo 41 della Costituzione, nel primo caso poiché lederebbe la dignità delle persone che si prostituiscono, nel secondo perché inficierebbe un diritto economico della prostituta stessa di vendere prestazioni e del cliente di trattarle e acquistarle. Secondo diversi giuristi, la Costituzione non impone comunque né il proibizionismo né la regolamentazione, né le vieta, rimettendosi alla sensibilità del legislatore, né impone modelli di vita, lasciandoli ai singoli, ma raccomanda solo di rimuovere gli ostacoli sociali che possono costringere alla scelta di prostituirsi.
Il 1° aprile 2025 l'ISTAT ha introdotto il codice ATECO 96.99.62 riguardante "Servizi di incontro ed eventi simili" che comprende anche attività di escort, servizi sessuali, organizzazione di eventi di prostituzione o gestione di locali di prostituzione; questo permette alle prostitute di aprire una partita IVA e di iscriversi alla Camera di Commercio.

## Teoria
Vi sono tre principali filoni dei dibattiti sulla prostituzione in Italia
- Permettere alle vittime del traffico di restare in Italia (Legge Turco-Napolitano L40/98)
- Perseguire i clienti di prostitute minorenni (-18) (Prostituzione minorile)
- Assistere le prostitute

### Attori
Esistono i Centri antiviolenza per assistere chi è costretto a prostituirsi.
L'organizzazione "diritto leggero" concepisce il diritto della donna di prostituirsi liberamente, supportata da Roberta Tatafiore, di Noidonne.

#### Minorenni (L. 269/98)
Nel caso in cui gli atti sessuali avvengano consenzientemente in cambio di denaro o altra utilità economica con un minore di 18 anni, anche se maggiore dell'età del consenso, si ha il reato di prostituzione minorile (art. 600-bis, comma 2 c.p.). Oltre a ciò, il minore di anni 18 non può validamente disporre, a scopo sessuale, della propria immagine essendogli tale possibilità preclusa dagli artt. 600-ter e 600-quater.
In merito alla possibilità di un eventuale errore relativamente all'età del minore di anni 18 l'articolo '609-sexies' del codice penale specifica che:
(articolo 609-sexies)

## Opinione pubblica (sondaggi)
Sondaggi Eurispes dal 2015 al 2021:
| Legalizzazione della prostituzione | 2015  | 2016  | 2019  | 2020  | 2021  |
| ---------------------------------- | ----- | ----- | ----- | ----- | ----- |
| Legalizzazione della prostituzione | 65,5% | 57,7% | 46,5% | 50,5% | 48,3% |

## Organizzazioni
Il gruppo di prostitute Comitato per i Diritti Civili delle Prostitute (CDCP), formato nel 1983 creato dalle prostitute Carla Corso e Pia Covre promuove il lavoro regolare della prostituta. Diverse mozioni parlamentari sono però da allora respinte.

## Demografia

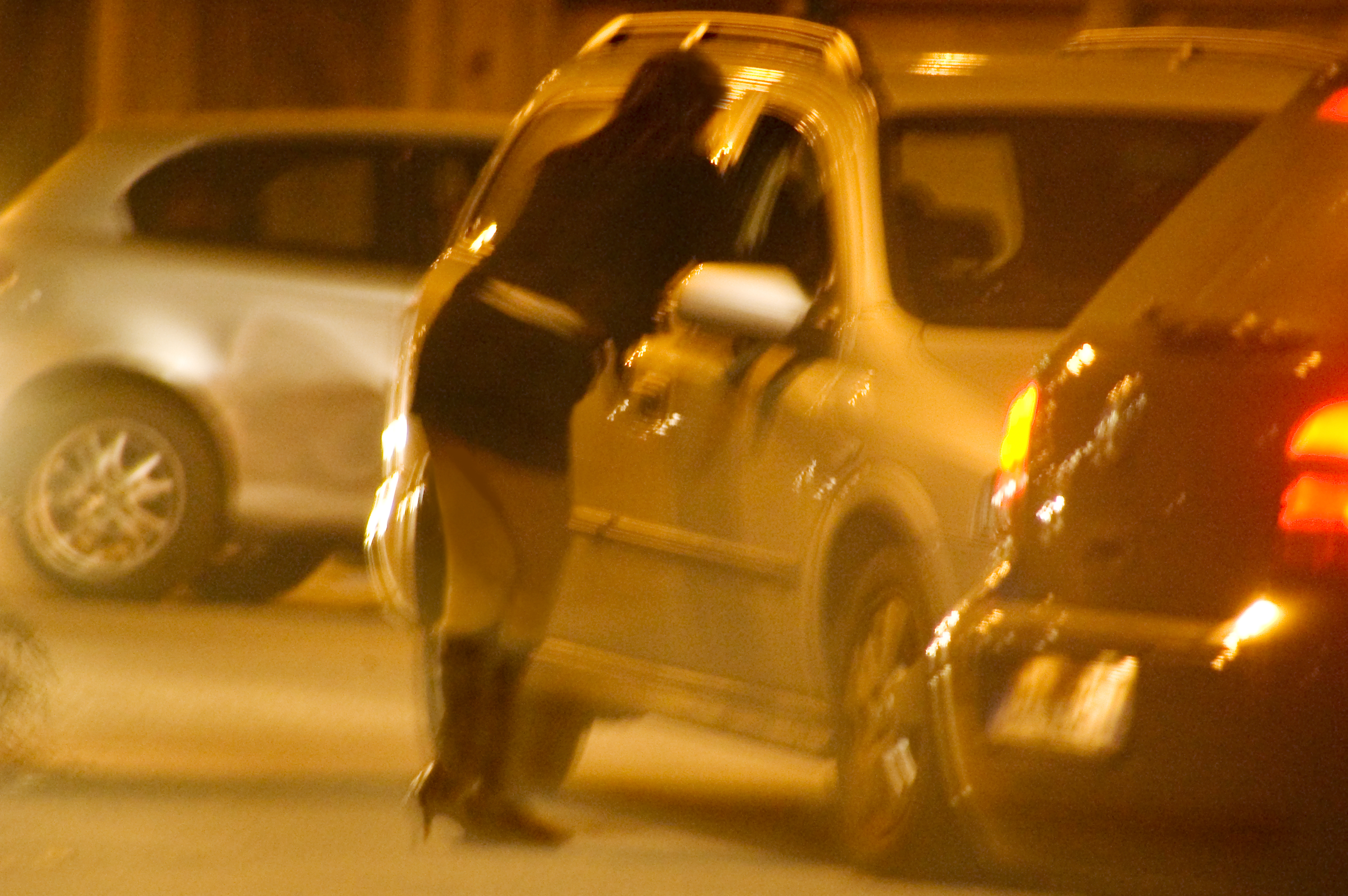
Prostituta tratta con un cliente a Torino nel 2005

Nel 2008 uno studio pubblicò un numero di circa 100.000 prostitute in Italia.
Nel 2007 un altro studio parlò di 70.000.
L'ISTAT pubblicò un numero di 50.000 nel 1998.
Nel 2009 un report TAMPEP stimò un numero di straniere prostitute in Italia del 90% sul totale.
Solo la Spagna aveva numeri simili. Secondo uno studio del 2014 della Comunità papa Giovanni XXIII provengono per il 36% dalla Nigeria, seguite da Romania al 22%, Albania al 10,5%, Bulgaria al 9%, Moldavia (7%), Ucraina (6%), Cina (5%) e altri paesi dell'Europa orientale (4,5%) come Russia, Bielorussia e Polonia.
In Romania le prostitute sono per la maggior parte di etnia rom e originarie al 98% del proprio paese. 
Nei paesi baltici sono russe.
Al 2017 su un dato stimato da 75.000 a 120.000 prostitute, la maggior parte proviene dalla Romania e da altri paesi balcanici. Altra parte considerevole sono le nigeriane e le cinesi.
Il traffico di esseri umani viene riportato al 7% del totale delle prostitute.

### Luoghi
Nel 2008, fu stimato che il 65% delle prostitute era da strada e il 35% da appartamento o club. 20% iniziarono minorenni e il 10% forzate dalla criminalità.
Il confine tra strada e appartamento è labile, essendo quelle da strada dedite alcune volte a consumare il rapporto in appartamento.

## Salute delle prostitute
Uno studio del 1997/1998 su 142 prostitute da strada di Roma (102 donne cisgender, 40 donne transgender) mostrò i seguenti dati:
- 95% usano preservativi
- 8% delle donne cisgender e il 2% delle donne transgender usano sostanze stupefacenti iniettabili
- 38% delle donne usa contraccettivi
- 33% hanno avuto aborti volontari nell'anno precedente
- 38% delle donne cisgender e 80% delle donne transgender hanno fatto esami per malattie sessualmente trasmissibili (STD) nell'ultimo anno
- il 6% delle donne cisgender e 20% delle donne transgender risultano positive all'HIV. Il 66% delle donne cisgender e il 12,5% delle donne transgender sieropositive usa droghe iniettabili. L'83,4% delle donne positive sono italiane.[104]

Su 558 prostitute esaminate a Bologna tra il 1995 e il 1999, solo 1,6% è sieropositiva.
Lo studio dimostra che le prostitute non hanno correlazione diretta con la diffusione dell'HIV.
Pur con dati scientificamente documentati le prostitute vengono ancora additate come diffonditrici di malattie.